# Initiatives et Changement
Initiatives et changement international (IofC, soit Initiatives of Change) est une organisation non gouvernementale internationale qui regroupe les associations ou structures Initiatives et Changement d’une quarantaine de pays,.
Elle entend fédérer et former tous ceux qui sont prêts à s’impliquer personnellement pour œuvrer à la promotion de la paix, de la bonne gouvernance et d'une économie juste et durable. Elle promeut la pratique du dialogue, le changement des comportements et le rétablissement de la confiance interpersonnelle. Son rôle historique dans la consolidation de la paix dans plusieurs situations notamment en Europe a été largement reconnu. Elle jouit d'un statut consultatif auprès de l'Ecosoc (Nations unies) et du Conseil de l'Europe. Elle est pilotée par un président international entouré d’un conseil international. Association de droit suisse, son siège est à Caux (canton de Vaud).
Initiatives et Changement s'est graduellement distancié de ses origines protestantes comme en témoigne la succession de ses présidents aux appartenances religieuses diverses (catholicisme, islam, hindouisme, protestantisme).

## Vision et mission
Ses principaux champs d'actions sont la création de la confiance et la réconciliation, débouchant sur des relations respectueuses entre les communautés culturelles, la bonne gouvernance et un développement économique équitable et durable.

## Historique
Avant d’être une  organisation non gouvernementale, Initiatives et changement a d’abord été un « réseau d'hommes et de femmes de toutes origines engagés en faveur de la réconciliation et de la création de liens de confiance, au-delà des différences ».
Ce réseau a été fondé en 1938 sous le nom de Réarmement moral (Moral Rearmament) par un pasteur luthérien américain Frank Buchman sur la base des Groupes d’Oxford, qu'il avait lui-même lancés en 1921. Son idée est alors - face à la course aux armements et à la montée des risques de guerre - de « rallier les forces positives de tous les pays ».
Dès cette époque, il a donc renoncé à tout prosélytisme chrétien et multiplie les contacts avec des leaders d'autres familles spirituelles. Il avait été particulièrement influencé par le Mahatma Gandhi qu'il avait rencontré dès 1921.
Les Groupes d'Oxford inspirèrent directement la création en 1935 du mouvement des Alcooliques anonymes. En 2011, Jeremy Rifkin a rappelé que le succès des Alcooliques Anonymes est à l'origine de la création des thérapies de groupe par les psychologues anglo-saxons. On estime que 7 % des Américains participent à un groupe d'entraide. Le psychologue Carl Rogers, cité par Rifkin, estime qu'il s'agit « peut-être de l'invention sociale la plus importante du siècle ».
Après la guerre, le Centre de rencontres de Caux, près de Montreux, en Suisse, a pu être acquis grâce à l'effort des amis suisses de Frank Buchman : quatre-vingt-quinze familles de diverses conditions, convaincues de l’importance de faciliter la réconciliation en Europe, ont mis en commun leur épargne et ainsi sauvé le bâtiment de la destruction. Ce centre de rencontres de Caux va dès lors être au centre d'innombrables initiatives dans de domaine de la réconciliation nécessaire à la reconstruction d'une Europe plus unie, mais aussi dans le domaine de la recherche d'une plus grande justice à l'échelle internationale : un certain nombre de décolonisations, accords de stabilisation des cours des matières premières, conventions collectives, accords de paix entre communautés opposées trouvent leurs racines dans la méthode d'Initiatives et Changement. Caux et le Réarmement moral ont été critiqués notamment en raison des positions intransigeantes parues dans la presse dans les années 1960-1965 à l'instigation de l'Anglais Peter Howard qui a émergé comme chef de file du mouvement à la mort de Frank Buchman. D'autre part l'actrice  Glenn Close, placée par ses parents à l'âge de 7 ans comme pensionnaire à Caux (eux-mêmes résidant alors au Zaïre, où son père, proche du président Mobutu, lutte contre une épidémie d'Ebola), a dénoncé le mouvement comme une secte autoritaire contrôlée par le révérend Frank Buchman. Tout en gardant rancune au mouvement, elle a déclaré avoir pardonné à son père.
Certains analystes considèrent que l'organisation s'est le plus souvent associée à des positions conservatrices, aussi bien dans ses pays d'origine (États-Unis et Angleterre), que dans des pays comme la Colombie où elle intervient avec ses groupes locaux. Toutefois, la grande ouverture d'Initiatives et Changement aux positions des peuples colonisés a également beaucoup indisposé « ceux qui regardent l'idéologie du compromis, du dialogue et de la paix comme le prélude à de futurs abandons ». La mort de Robert Mugabe en 2019 a par exemple été l'occasion de rappeler le rôle positif d'Initiatives et Changement dans l'accession du Zimbabwe à l'indépendance sans violence.
À l'initiative de ses équipes indiennes et australiennes inspirées par Rajmohan Gandhi, un deuxième centre de rencontres, dénommé Asia Plateau, a été créé à Panchgani en Inde en 1967. Outre les rencontres internationales, il se consacre à des formations délivrées à des bénéficiaires indiens : entreprises, ONG, administrations (dont l'armée), étudiants...
Le mouvement, désormais dirigé de manière collégiale, a été renommé Initiatives et Changement en 2001, signalant ainsi qu'il s'éloignait de ses origines religieuses. Les présidents successifs d'Initiatives et Changement international ont été le Suisse Cornelio Sommaruga, l’Algérien Mohamed Sahnoun, l’Indien Rajmohan Gandhi, la pédiatre égyptienne Omnia Marzouk et le chef d'entreprise indien Suresh Vazirani (2019-2021). Son président actuel (à partir de 2021) est le Sud-Africain Gerald Pillay.
Son activité se poursuit dans une quarantaine de pays, dont certains en situation de guerre comme le Liban.

## Programmes internationaux actuels

### «Creators of Peace» / Femmes, artisans de paix
L’initiative « Femmes, artisans de paix » a été lancée en 1991 en réponse à l’appel d’Anna Abdallah Msekwa, dirigeante politique tanzanienne respectée et dirigeante d’un collectif d’organisations féminines de son pays. Le but est d’encourager les femmes à prendre des initiatives en faveur de la paix et à s’attaquer aux racines mêmes des conflits, grâce à une dynamique de transformation des comportements et en s’impliquant personnellement[source insuffisante].

### Réconciliation dans les Grands Lacs africains
Ce programme déclare en exergue de sa présentation cet extrait de charte de l’UNESCO : « La guerre naît dans le cœur et l'esprit des hommes. C'est dans le cœur et l'esprit des hommes qu'il faut ériger les remparts de la paix. » Lancé par des Africains provenant de la région des grands lacs installés en France, notamment le Français d’origine congolaise Michel Kipoké, ce programme s’est avant tout déployé au Burundi, où il a permis à plusieurs reprises de rétablir le contact et d’entrer en dialogue avec des mouvements rebelles durs, fermés aux autres médiateurs. Le programme se consacre aujourd’hui à la consolidation de la paix dans la région des grands lacs au travers de formations et de rencontres dédiées. Au cours de son développement, ce programme s’est internationalisé dans son approche et a reçu l’appui de plusieurs chancelleries d’Europe occidentale. Depuis plusieurs années, le principal soutien de ce programme est le département fédéral des affaires étrangères suisse, qui a par ailleurs reconnu le rôle déterminant joué par Initiatives et Changement sur place.

### Dialogue entre agriculteurs / «Farmers’ Dialogue»
Le programme international  Dialogue entre agriculteurs/ Farmers’ Dialogue dispose de relais dans de nombreux pays (France, Suisse, Grande-Bretagne, Inde, Kenya, Ouganda...). L’objectif est de développer une réflexion dans les milieux agricoles à propos du rôle des agriculteurs du monde entier dans la production alimentaire, la sauvegarde de l'environnement et l’éradication de la pauvreté. Cette réflexion s’appuie sur des rencontres ou des missions internationales permettant de confronter les expériences de terrain voire les techniques agricoles mais aussi les points de vue et présupposés. Les souhaits de ce réseau, selon leur charte, est de :
- Redonner la priorité à la production alimentaire.
- Trouver par eux-mêmes le chemin pour sortir de la pauvreté.
- Assurer localement un minimum d'autosuffisance alimentaire.
- Faire de la conservation des sols un facteur essentiel dans l'équilibre du milieu rural.
- Développer un partenariat avec l'industrie agro-alimentaire et avec les consommateurs.

Des échanges d’expériences sur des microréalisations de terrain, avec la participation d’écoles d’agriculture et d’institutions du monde agricole permettent de rendre les démarches concrètes, et de tirer un retour d’expérience valable universellement.

### Fondations pour la liberté / «Foundations For Freedom»
Créé en 1993, Fondations pour la Liberté propose une formation et un accompagnement aux jeunes d'Europe centrale et orientale. Foundations for Freedom « vise à favoriser le développement d'une société véritablement libre, démocratique et juste ».

## Principaux programmes issus d’associations nationales

### Espoir pour les villes / «Hope in the cities» (États-Unis)
Le programme Espoir pour les villes a été lancé à Richmond, capitale de l’État de Virginie, en 1990, pour porter remède à la division interraciale. Il s’est fixé pour mission de réunir des représentants de toutes les communautés ethniques et religieuses au sein de groupes de parole afin d’inciter à des changements d’attitude aux plans personnel et institutionnel. Il a aussi développé des formations et une marche commémorative à travers la ville de Richmond sur les traces presque effacées de l’esclavage  – Richmond étant une cité symbole, ancienne capitale des États confédérés à la prospérité largement bâtie sur la culture du tabac par des esclaves. Les méthodes de travail développées par ce programme ont été intégrées au document signé par le président Bill Clinton en mars 1998 et diffusé par la Maison Blanche comme guide pour le dialogue interracial et intercommunautaire. Le programme a à présent essaimé dans plusieurs autres États américains et en dehors des États-Unis (Canada, Royaume-Uni, Australie, Afrique du Sud, Brésil et Inde.).

## Distinctions
Le 6 juillet 2014, Initiatives et Changement a reçu le quatrième Prix de la tolérance par la Fondation Ousseimi. Dans leur lettre adressée à la présidente internationale d'Initiatives et Changement, le Conseil de la Fondation Ousseimi a écrit que « l’attribution du prix reconnaît la contribution remarquable de votre organisation à plus de tolérance dans le monde depuis les années 1930 ».

## Fonds d'archives
Les archives du Centre international de rencontres de Caux ont été déposées dès 2001, par lots successifs, aux Archives cantonales vaudoises (Suisse).

### Archives
- Fonds : Fondation du Réarmement moral (1863-2011) [159,65 mètres linéaires].  Cote : CH-000053-1 PP 746. Archives cantonales vaudoises (présentation en ligne).